# Bibergau
Bibergau (bis 1921 Biebergau) ist ein Ortsteil der Stadt Dettelbach im bayerischen Landkreis Kitzingen in Unterfranken. Bis zum freiwilligen Zusammenschluss mit Dettelbach am 1. Juli 1972 war Bibergau eine selbstständige Gemeinde. Im Mittelalter war das Dorf unter mehreren Herren aufgeteilt. Eine Folge dieser Spaltung war, dass die Bibergauer während der Glaubenskriege mehrmals ihre Konfession wechselten.
Nur noch wenige Baulichkeiten haben sich heute in Bibergau erhalten, die von der reichen Vergangenheit zeugen. Der Ortskern mit Schloss und katholischer Pfarrkirche ist von Wohngebieten des 20. Jahrhunderts umgeben. Bibergau wuchs insbesondere nach dem Zweiten Weltkrieg durch den Zuzug vieler Kriegsflüchtlinge aus dem heutigen Polen und Tschechien. Mit über 600 Einwohnern ist Bibergau der zweitgrößte Gemeindeteil der Großgemeinde Dettelbach, gleich nach dem namensgebenden Hauptort.

## Geografische Lage

### Geografie und naturräumliche Lage
Das Pfarrdorf Bibergau liegt im Westen des Dettelbacher Gemeindegebiets. Auf drei Seiten ist die Gemarkung von anderen Dettelbacher Gemeindeteilen umgeben. Nördlich beginnt das Gebiet von Euerfeld, während im Nordosten Schernau zu finden ist. Die Kernstadt Dettelbach füllt den Osten und Südosten aus. Im Süden grenzt die Fläche von Mainstockheim an die Bibergauer Gemarkung. Im Südwesten liegt, wiederum auf Dettelbacher Gebiet, der Bahnhof Dettelbach-Bahnhof, der auf Effeldorfer Gemarkung zu finden ist. Effeldorf selbst liegt im Westen und ist von Bibergau lediglich 1,5 Kilometer entfernt.
Nächstgelegene größere Städte sind Kitzingen mit einer Distanz von etwa acht Kilometern und Volkach, welches ungefähr zwölf Kilometer entfernt ist. Die nächste Großstadt ist das etwa 13 Kilometer entfernte Würzburg.
Die südlichen Gemeindeteile von Dettelbach Euerfeld und Bibergau liegen in einem gemeinsamen Naturraum. Die sogenannten Inneren Gäuhochflächen im Maindreieck sind Teil der Gäuflächen im Maindreieck (auch Gäuplatten im Maindreieck) innerhalb der Mainfränkischen Platten. Bibergau ist Teil der Hochflächen im südlichen Maindreieck. Die Landschaft präsentiert sich eher hügelig. Kleine Bäche, die in Richtung des Maines abfließen, konnten hier tiefe Klingentäler ausbilden.
Das Dorf liegt in der Maingauklimazone, die zu den trockensten und wärmsten Deutschlands zählt. Die Böden sind von hartem Muschelkalkuntergrund unter weicherem Lettenkeuper mit Lösslehmdecken geprägt, die erst die Eintiefung der Täler ermöglichten. Auf dieser Mischung entwickelten sich Parabraunerden. Hydrologisch ist das Dorf auf den Main ausgerichtet, der allerdings die Gemarkung nicht berührt. Besonders bedeutsam ist der Bibergauer Mühlbach, der in den Dettelbach und schließlich in den Main mündet. Ganz im Süden bildet der Mainzufluss Rotamergraben die Grenze zur Mainstockheimer Gemarkung.

### Dorfgliederung
Die Bibergauer Gemarkung nimmt eine Fläche von 6,93 km² ein und gehört damit zu den größeren Flächeneinheiten der Gemeinde. Zentrum der Gemarkung bildet das Haufenwegedorf mit der Kirche im Mittelpunkt und dem Wasserschloss mit den Überresten eines großen Schlossparks im Westen. Der Friedhof liegt seit 1783 im äußersten Osten des Altortes und ist heute von Neubaugebieten des 20. Jahrhunderts umgeben. 1958 bis 1960 entstand das Wohngebiet „Kalte Grube“, 1969 wies man das Neubaugebiet „Katharinenberg“ aus, das 1990 erweitert wurde. Anders als bei vielen anderen Orten der Umgebung wurde auch der Sportplatz nicht auf der grünen Wiese angelegt, sondern findet sich inmitten des Dorfes. Hier war bis in die 1990er Jahre auch ein kleines Freibad zu finden.
In der Gemarkung von Bibergau haben sich mehrere Aussiedlerhöfe angesiedelt. Einziger benannter dieser Höfe ist der Hof „Am Obstgarten“ im äußersten Norden der Flächeneinheit. Im Südosten steht ein weiterer Hof. Ein Aussiedlerhof an der Staatsstraße 2450 geht vielleicht auf den Posten der inzwischen aufgegebenen Bahnstrecke Dettelbach Bahnhof-Dettelbach Stadt zurück. Außerdem haben sich die Überreste der alten Lehmgrube im Nordwesten des Altortes erhalten. Bereits auf Effeldorfer Gemarkung sind die Baulichkeiten der ehemaligen Verbandsschule Bibergau-Effeldorf östlich des Dorfes zu finden.
Die Feldflächen der Gemarkung sind von größeren Ackerbauarealen geprägt. Wald bestand noch bis in das 19. Jahrhundert, wurde aber gerodet. Stattdessen befinden sich größere Streuobstbestände innerhalb der Gemarkung. Bei den benannten Fluren handelt es sich insbesondere um kleinere Erhebungen, wie der Katharinenberg und der Lerchenberg im Süden. Der Altort selbst ist im Liebfrauengrund zu finden, während die südlichen Dorfteile im Bücketal errichtet wurden. An das Dorf Seeheim, das sich noch bis im 14. Jahrhundert im Nordwesten Bibergaus befand, erinnert heute nichts mehr. → siehe auch: Seeheim (Wüstung)
Die jahrtausendealte Besiedlung der Gäuflächen im Maindreieck führte auch dazu, dass sich heute nur noch wenige naturnahe Flächen um Bibergau befinden. Die Gemarkung des Dorfes weist überhaupt nur Flächen zweier Schutzkategorien auf. Zum einen haben sich insbesondere entlang des Mühlbachs und der kleineren Beibäche noch Biotopstandorte erhalten. Neben Streuobstwiesen handelt es sich zumeist um Gebüsche und Hecken. Zum anderen ragt das ausgedehnte Vogelschutzgebiet Ochsenfurter und Uffenheimer Gau und Gäulandschaft nordöstlich Würzburg im Nordwesten bis nahe an den Altort.

## Geschichte

### Vor- und Frühgeschichte
Das Areal um Bibergau ist bereits in vor- und frühgeschichtlicher Zeit von Menschen besiedelt worden. Dies legen Lesefunde und Ausgrabungen nahe. Im Südosten des heutigen Altortes konnte eine Siedlung verortet werden, die bereits auf die Jungsteinzeit zurückgeht. Damals bewohnten Menschen der linearbandkeramischen Kultur die Gegend um das Dorf. Die Stelle blieb auch noch während des Mittelneolithikums und der Urnenfelderzeit und damit bis in die Bronzezeit zumindest zeitweise bewohnt. Eine weitere Siedlung konnte im Nordosten des Bibergauer Mühlbaches lokalisiert werden.
Im äußersten Westen der Gemarkung in Richtung Effeldorf ist eine rein bronzezeitliche Siedelstelle nachweisbar. Insbesondere der fruchtbare Boden des Gäulandes dürfte eine ausschlaggebende Rolle bei der frühen menschlichen Inanspruchnahme des Raumes gespielt haben. Der zugehörige Bestattungsplatz lag wohl in einiger Entfernung von den Wohnstätten ganz im Nordnordwesten an der Grenze nach Euerfeld. Die vorrömische Eisenzeit oder Latènezeit ist um Bibergau durch die Anlage einer Rechteckschanze nachweisbar. Die Auseinandersetzungen zwischen den Stammesverbänden nahmen zu und die Menschen versuchten sich hinter die Wälle der rechteckigen Anlage auf einer Anhöhe in Sicherheit zu bringen.
Lange Zeit waren die Bewohner im heutigen Ortsgebiet als Vertreter keltischer Stämme anzusprechen. Allerdings kam es im Laufe der Jahrhunderte zu Bevölkerungsüberlagerungen. Die Region um Bibergau wurde insbesondere von fränkischen Stämmen besiedelt. Drei fränkische Siedlungswellen sind auf den Gäuflächen nachweisbar. Die Gründung des heutigen Dorfes geht wahrscheinlich auf die dritte dieser Wellen zurück. Bibergau an der heutigen Stelle entstand wohl zu Beginn des 9. Jahrhunderts, worauf auch der Ortsname mit der Endung -gau hinweist.

### Mittelalter
Es dauerte allerdings noch mehrere Jahrhunderte bis Bibergau erstmals urkundlich genannt wurde. Obwohl das Dorf erst in der zweiten Hälfte des 13. Jahrhunderts in einem Diplom explizit Erwähnung fand, ist seine Existenz über indirekte Quellenbelege nachweisbar. 1189 war Bibergau wohl von einem Ackertausch zwischen dem Würzburger Bischof Gottfried und Wolfgang von Zabelstein betroffen, wobei lediglich die Lage der Äcker auf das Dorf hinweist. Im Jahr 1260 tauchen erstmals die Herren von Bibergau als Lokaladel in den Quellen auf. Sie hatten wohl zu diesem Zeitpunkt bereits ihren Sitz im Ort.
Das Dorf selbst wurde erstmals im Jahr 1279 erwähnt. Die Johanniter übernahmen in diesem Jahr die Dorfherrschaft, wobei erst ein Jahr später, 1280, auch die Ritter von Bibergau direkt im Ort genannt wurden. Gleichzeitig hatte auch das Agneskloster aus Würzburg Untertanen im Dorf inne. Im Laufe des Spätmittelalters kristallisierte sich Bibergaus Charakter als Ganerbendorf heraus, dessen Bewohner unter mehreren Herren aufgeteilt war. Häufige Herrschaftswechsel prägen diese Zeit.
Im Dorf hatten, neben vielen anderen, die Kitzinger Benediktinerinnen, das Würzburger Hochstift und die Grafen zu Castell Einkünfte und Besitzungen. Mit dem 15. Jahrhundert zogen sich diese großen Grundherren weitgehend zurück. Die Casteller verkauften ihren Anteil am Dorf an die Johanniter, das Benediktinerinnenkloster wurde von der Würzburger Abtei St. Stephan 1475 abgelöst. Die Herren von Bibergau starben im Jahr 1516 im Mannesstamme aus.  Sie waren als würzburgische Ministeriale für die Verwaltung des Schlosses im Dorf zuständig, dessen Turm noch auf das 13. Jahrhundert zurückgeht.

### Frühe Neuzeit
Mit dem Aussterben des lokalen Adelsgeschlechts von Bibergau gelangte Jörg von Fronhofen in die Rolle des wichtigsten Dorfherren. Bereits 1550 saßen allerdings die Fuchs von Bimbach im Schlossgut, das den Mittelpunkt des Ortes bildete. Bereits wenige Jahre nach Luthers Thesenanschlag verbreitete sich in Bibergau die neue Lehre. Das Dorf war das gesamte Mittelalter hindurch vom Pfarrer von Effeldorf mitbetreut worden, allerdings existierte früh eine kleine Kapelle in Bibergau, von der heute nur noch wenige bauliche Überreste, darunter die Untergeschosse des Turms, zu sehen sind.
Die Herrschaftswechsel gingen in den folgenden Jahrzehnten weiter. In den Jahren 1589/1590 stritten mehrere Herrschaftsträger um die Pfarrverhältnisse in Bibergau. Beteiligt waren Georg Friedrich Markgraf in Brandenburg und der Dompropst des Würzburger Domkapitels. Die beiden gehörten unterschiedlichen Konfessionen an, sodass davon auszugehen ist, dass die Spaltung, die ganz Franken ergriffen hatte, auch in Bibergau existierte. Während des Dreißigjährigen Krieges baten die Bibergauer die schwedischen Besatzer 1629 darum, wieder einen evangelischen Lehrer einzusetzen.
Erst 1634, nach der protestantischen Niederlage in der Schlacht von Nördlingen, kehrt Bibergau wieder zur katholischen Lehre zurück. In den folgenden Jahren blieb das Dorf von Einquartierungen und Besatzungen nicht verschont. Die herrschaftliche Aufsplitterung verschärfte dabei die Probleme. Seit 1650 saßen die Herren von Mauchenheim genannt Bechtolsheim im Schloss, 1659 erließen die Herren Joseph von Beroldingen und Johann von Stockheim eine Dorfordnung, seit 1677 teilten sich Johann Philipp Fuchs und Johann von Dornheim das fürstbischöfliche Lehen Bibergau. Erst 1692 werden die Mauchenheimer neuerlich zum Dorfherren gemacht.
Die konfessionelle Ordnung führte allerdings zum Bau der heute noch bestehenden Kirche, die an den älteren Turm angebaut wurde. 1733 weihte man das neue Langhaus ein, 1783 verlegte man den Friedhof vom Kirchgarten an den Ortsrand. Dennoch blieb Bibergau der Kirche in Effeldorf zugeordnet. 1747 gelangte außerdem die Universität Würzburg in das Eigentum eines Hofes im Dorf. Das Wiedereinlösungsrecht auf diesen Hof lag bei den Herren von Mauchenheim, genannt Bechtolsheim.

### Neuzeit: In Bayern
Die Spaltung zwischen mehreren Dorfherren sollte aber nach 1747 nur noch wenige Jahrzehnte Bestand haben. Ausgelöst durch die napoleonischen Eroberungen wurden die preußischen Besitzungen in Franken dem Fürstentum Kurpfalzbayern zugeschlagen. Schließlich löste man 1803 sogar das Hochstift Würzburg auf, das jahrhundertelang das Leben der Menschen geprägt hatte. Bibergau wurde Teil des kurpfalzbayerischen Landgerichts Dettelbach. Nach einer Zwischenzeit im Großherzogtum Würzburg gelangte der Ort 1814 endgültig an Bayern und die Bewohner verloren ihren Untertanenstatus.
Das neue Selbstbewusstsein der Bewohner drückte sich auch im Bau des Rathauses aus, das 1822 in unmittelbarer Nähe zur Kirche entstand. Das Dorf wuchs in den folgenden Jahren, wodurch 1846 die Kirche erweitert werden musste. Das Anwachsen der Gemeinde führte 1860 zur Umwandlung der Filialgemeinde Bibergau zur Pfarrkuratie, 1861 erhielt das Dorf eine eigene Pfarrei. Im Jahr 1890 weihte man ein neues Schulhaus ein. Im Jahr 1900 wurde Bibergau mit einem eigenen Haltepunkt an das bayerische Eisenbahnnetz angeschlossen.
Bereits seit dem 17. Jahrhundert lebte im Dorf, neben der katholischen Mehrheit, eine kleine jüdische Gemeinde. Im 18. Jahrhundert wuchs die Gemeinde stark an und war bald eine der größten im Osten des Würzburger Hochstiftes. Im Dorf bestanden eine Synagoge, eine jüdische Schule, eine Lehrerwohnung und eine Mikwe. Der von der Gemeinde angestellte Lehrer war gleichzeitig als Vorbeter und Schochet tätig. Durch Wegzug ging die Gemeinde in der zweiten Hälfte des 19. Jahrhunderts langsam ein, im Jahr 1889 wurde die Gemeinde deshalb mit der in Dettelbach zusammengelegt. → siehe auch: Jüdische Gemeinde Bibergau
Zu Beginn des 20. Jahrhunderts erhielt Bibergau Anschluss an die Versorgung mit elektrischem Strom. 1908 wurde ein öffentliches Telefon beantragt und seit 1930 besitzt das Dorf eine Kanalisation. Der Erste Weltkrieg war im Ort vor allem über die einsetzende Teuerung zu spüren, die sich auf die Gemeindefinanzen niederschlug. Die Hundesteuer kostete 1923 bereits 3000 Mark für jeden Hund. Noch 1923 passiert ein Antrag auf Flurbereinigung die Versammlung der Gemeinderäte, 1933 begann die Zusammenlegung der Flächen.
Nach der Machtübernahme der Nationalsozialisten wurde zunächst das politische Personal ausgetauscht. Die ersten Jahre in der Diktatur waren von der Flurbereinigung geprägt. 1938 entstand auf einem Grundstück in der Nähe des Schlossgutes ein Schwimmbad, das zugleich als Löschwasserteich diente. Nach Kriegsbeginn richtete man ein Landdienstlager im Ort ein, von dem aus junge Mädchen zur Arbeit auf dem Feld in Bibergau und Effeldorf aufbrachen. In den ersten Kriegsjahren mussten auch polnische, französische und russische Kriegsgefangene für die Bauern arbeiten.
Die vier verbliebenen Mitbürger jüdischen Glaubens wurden im Jahr 1942 ins KZ Theresienstadt deportiert, lediglich eine Frau überlebte den Holocaust. 1943 quartierte man Rheinländer im Dorf ein. Nach dem Bombenangriff auf Würzburg wuchs die Bevölkerung durch Ausgebombte aus der Mainstadt. An Ostern 1945 rückte eine Abteilung der Wehrmacht mit sechs Panzern im Dorf ein. Die Soldaten zogen aber auf Bitten der Bevölkerung bis zum 6. April 1945 wieder ab. Am gleichen Tag erreichten die Amerikaner Bibergau. Insgesamt starben 20 Männer aus Bibergau im Zweiten Weltkrieg, fünf weitere blieben vermisst.
Nach dem Zweiten Weltkrieg nahm die Bevölkerung durch die Flüchtlinge aus den ehemals deutschen Gebieten in Osteuropa weiter zu. Nun ging man auch dazu über, Siedlungen am Ortsrand auszuweisen. Im Jahr 1948 konnte die Flurbereinigung abgeschlossen werden, ein Jahr später erhielt Bibergau eine Poststelle. Am 1. Juli 1972 wurde Bibergau in die Stadt Dettelbach eingemeindet und verlor seine jahrhundertealte Unabhängigkeit. Zuvor war der Übergang an den Landkreis Würzburg diskutiert worden. Mit der Eingemeindung war die Ausweisung weiterer Baugebiete verbunden, sodass Bibergau heute der einwohnerreichste Ortsteil der Großgemeinde ist.

### Ortsname
Der Ortsname Bibergau verweist auf die geographische Lage des Ortes und natürliche Tiervorkommen in der Umgebung. Der Ortsname mit der Endung -gau nimmt entweder Bezug auf die frühmittelalterliche Einteilung des Areals in Gaue oder verweist auf die Lage des Dorfes in den Gäuflächen. Das Präfix Biber- ist dagegen wahrscheinlich auf das am Bibergauer Mühlbach vorkommende Tier der Familie Castoridae zurückzuführen. Es fand auch Eingang in das Ortswappen und kann heute als Symboltier von Bibergau gelten.
Der Ortsname war kaum historischen Änderungen ausgesetzt. Bereits in der Ersterwähnungsurkunde war wohl von Bibergau die Rede. Die Gerichtsordnung aus dem Jahr 1562 spricht von „Bybergaw“, die Variante der Endung -gaw bestand noch im 18. Jahrhundert. Im 19. Jahrhundert setzte sich die, auch von der bayerischen Regierung anerkannte Schreibweise, Biebergau durch. Erst 1921 wurde der Ortsname in die heutige Form abgeändert.

### Verwaltung und Gerichte
| Die folgenden Verwaltungseinheiten waren der Gemeinde Bibergau übergeordnet. - bis 1862: Landgericht älterer Ordnung Dettelbach im Untermainkreis, ab 1837 Unterfranken - bis 1872: Bezirksamt Volkach in Unterfranken - bis 1972: Bezirksamt Kitzingen, ab 1939 Landkreis Kitzingen in Unterfranken - ab 1972: Ortsteil der Stadt Dettelbach, Landkreis Kitzingen, Unterfranken | Gerichtlich unterstand Bibergau folgenden Instanzen. - bis 1862: Landgericht älterer Ordnung Dettelbach - bis 1879: Landgericht Dettelbach im Landgerichtsbezirk Würzburg - bis 1943: Amtsgericht Dettelbach im Landgerichtsbezirk Würzburg - ab 1943: Amtsgericht Kitzingen im Landgerichtsbezirk Würzburg |

### Wappen
| | Blasonierung: „Gespalten von Silber und Rot; vorne ein rotes Tatzenkreuz, hinten ein aufspringender silberner Biber mit goldenem Stab in den Vorderpfoten.“ |
| Wappenbegründung: Erstmals abgebildet ist das Gemeindewappen auf einer Urkunde des Jahres 1650. Es folgte die Darstellung auf einer Urkunde von 1710. Im Jahr 1967 stellte die Gemeinde einen Wappenverleihungsantrag. Das Tatzenkreuz weist auf den Johanniterorden hin, während der Biber den Ortsnamen repräsentiert. Der Stab in den Vorderpfoten ist als Gerichtsstab zu deuten. Mit der Tingierung werden die fränkischen Farben Silber-Rot eingebracht. | |

## Politik

### Bürgermeister und Stadträte
| Name           | Amtszeit  |
| Richard Konrad | 1972–1974 |
| Reinhold Kuhn  | 1972–1974 |
| Ernst Öhrlein  | 1972–1974 |
| Reinhold Kuhn  | 1974–1978 |
| Rudolf Schmitt | 1978–1984 |
| Reinhold Kuhn  | 1978–1984 |

| Georg Mitesser        | 1900–1905 | Beigeordneter Bonaventura Kuhn                                           |
| Kilian Eberth         | 1906–1911 | Beigeordneter Andreas Stühler                                            |
| Georg Mitesser        | 1912–1919 | Beigeordneter B. Eberth                                                  |
| Georg Felix Schmitt   | 1919–1924 | Zweiter Bürgermeister N. Ebert                                           |
| Johann Christoph Hack | 1925–1932 | Zweiter Bürgermeister Georg Göbel (1925–1929), Josef Konrad (1929–1932)  |
| Josef Konrad          | 1932–1932 | Zweiter Bürgermeister Georg Krönert                                      |
| Heinrich Schmitt      | 1945–1956 | Zweiter Bürgermeister J. Schmitt (1945–1948), Edmund Gehring (1948–1956) |
| Josef Steinmüller     | 1956–1960 | Baumeister, Zweiter Bürgermeister Martin Maag                            |
| Josef Steinmüller     | 1960–1963 | Kohlenhändler, Zweiter Bürgermeister Walter Tietze                       |
| Richard Konrad        | 1963–1972 | Zweiter Bürgermeister Walter Tietze                                      |

### Einwohnerentwicklung
Seit dem Beginn des 19. Jahrhunderts sind die Einwohnerzahlen Bibergaus statistisch erfasst. Mit seinen ca. 500 Einwohnern gehörte der Ort zu den größeren Dörfern der Gäuhochfläche, die durchschnittlich nur von etwa 250 Menschen bewohnt wurden. Die Bevölkerung wuchs in den folgenden Jahrzehnten außerordentlich stark, sodass 1818 bereits 572 Bewohner in Bibergau lebten. Bis zum Ende des Jahrhunderts hatte sich die Zahl allerdings wieder auf etwa 500 reduziert. Trotz der Anbindung an die Bahn wuchs Bibergau nun bis in die Mitte des Jahrhunderts kaum.
Erst mit dem Ende des Zweiten Weltkriegs kam es wiederum zu einem starken Bevölkerungswachstum. Grund hierfür waren die vielen Flüchtlinge aus den ehemals deutschen Gebieten in Osteuropa. 1946 erreichte man das Allzeithoch von 712 Personen im Ort, wobei die neuen Bewohner in Scheunen untergebracht wurden. Deshalb reduzierte sich die Zahl bis in die 1960er Jahre durch Wegzug auch drastisch. Den nun einsetzenden Bevölkerungsschwund versuchte man durch die Ausweisung neuer Wohngebiete zu stoppen, was nur verzögert gelang. Heute hat Bibergau um 600 Einwohner und ist damit nach Dettelbach der zweitgrößte Gemeindeteil der Großgemeinde.
| Jahr | Einwohner | Jahr | Einwohner | Jahr | Einwohner |
| ---- | --------- | ---- | --------- | ---- | --------- |
| 1803 | 499       | 1900 | 518       | 1961 | 551       |
| 1818 | 572       | 1919 | 500       | 1970 | 542       |
| 1840 | 546       | 1933 | 492       | 1987 | 498       |
| 1871 | 553       | 1946 | 714       | 2005 | 609       |

## Sehenswürdigkeiten

### Baudenkmäler

#### St. Simon und Judas Thaddäus

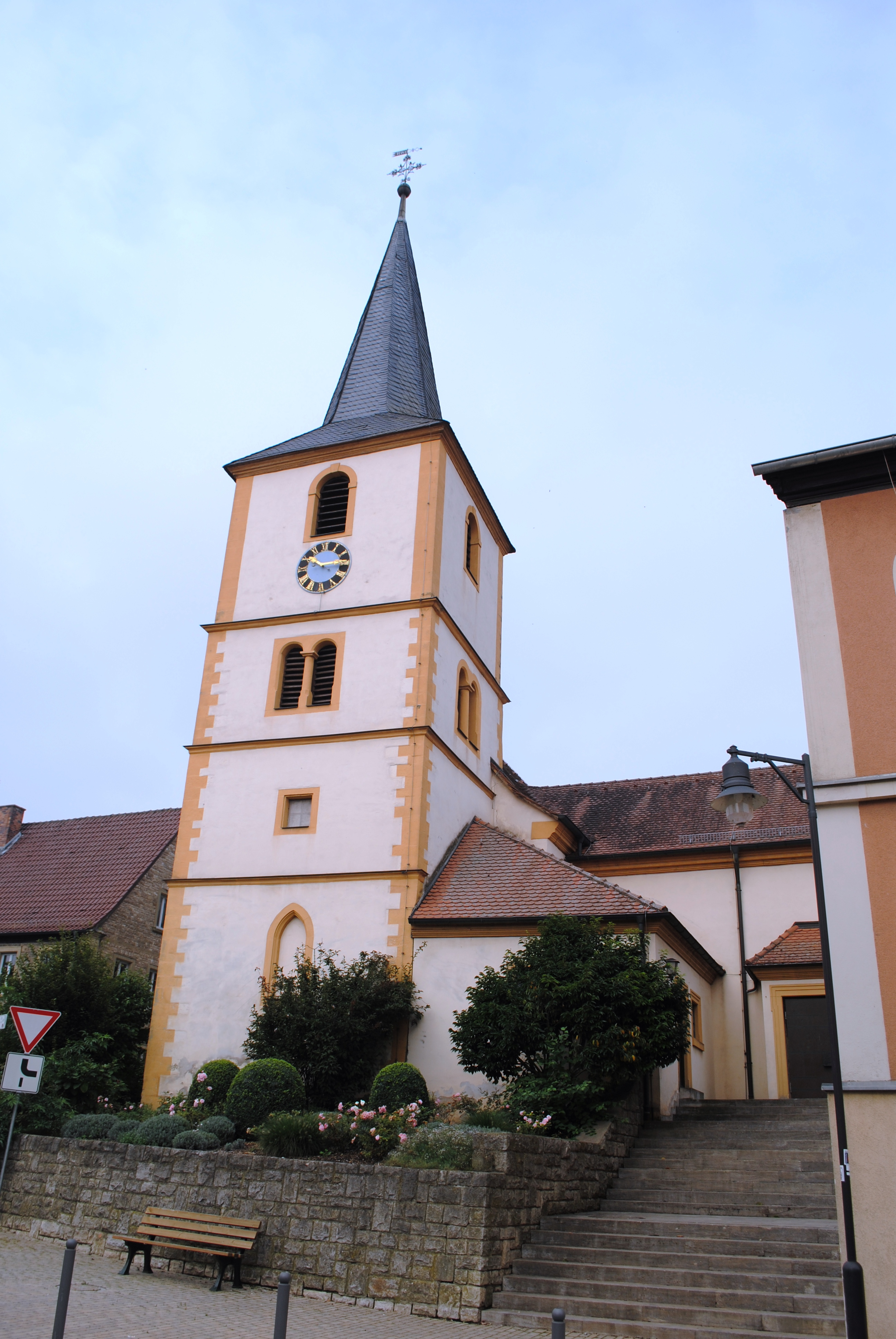
Die Kirche in Bibergau

Die Kirche in Bibergau entstand sehr spät. Zunächst wurde die Gemeinde von Euerfeld aus betreut. Die heutige Kirche entstand während des Dreißigjährigen Krieges und geht in großen Teilen auf das Jahr 1630 zurück. Das Langhaus wurde im Jahr 1732 an die Kirche angebaut. Am 6. Dezember 1860 erhob König Max II. von Bayern die Kirche zu einer Kuratie und das Gotteshaus war nicht länger Tochterkirche von Euerfeld. Nach dem Zweiten Weltkrieg wuchs die Gemeinde stark an, sodass das Gotteshaus erweitert wurde.
Die Kirche ist ein schlichter Saalbau mit einem großen Chorturm. Der Chor ist eingezogen und hat einen quadratischen Grundriss. Der Julius-Echter-Turm mit seinen vier Geschossen ist das älteste Bauelement der Kirche und stammt noch aus dem 16. Jahrhundert. Die vielen Erweiterungen des 20. Jahrhunderts prägen den Bau. Das Langhaus hat innen eine Flachdecke und drei Fensterachsen.
Die Kirche wird von ihren drei Altären geprägt. Der zentrale Hochaltar im Chor besteht aus mehreren Elementen, die in unterschiedlichen Zeiten geschaffen wurden. Der Aufbau stammt aus dem 18. Jahrhundert, im Jahr 1847 gelangte das Altarblatt in die Kirche. Älteste Teile der Ausstattung sind die beiden Epitaphe der Dorfherren von Bibergau. Das eine aus dem Jahr 1490 zeigt die verstorbene Magdalena Hasen von Gnodstadt. Aus dem 16. Jahrhundert stammt das Epitaph für Jörg von Fronhofen und seine Frau Sibilla.

#### Schloss Bibergau
Das Wasserschloss Bibergau geht auf einen befestigten Ansitz des 16. Jahrhunderts zurück. Als Erbauer wird der Adelige Jörg von Fronhofen vermutet, dessen Familie im Ort begütert war. Im Schloss lebten die jeweiligen Dorfherren über Bibergau. Die Fuchs von Bimbach erhielten das Schloss und errichteten die heutigen Renaissancegebäude. Im 19. Jahrhundert wurde ein Gutshof in den Räumlichkeiten eingerichtet, der von verschiedenen Großgrundbesitzern bewirtschaftet wurde. Heute sind Wohnungen im ehemaligen Schloss untergebracht.
Von der ursprünglich wohl größeren Anlage haben sich nur der Wohnbau und ein angebauter Turm aus dem Vorgängerschloss erhalten. Der Wohnbau ist dreigeschossig und schließt nach Norden hin mit einem Treppengiebel ab. Im Süden schließt der quadratische Turm an das Gebäude an. Er hat kleine Fenster der Spätgotik und schließt mit einem Zeltdach und einem Windrichtungsgeber nach oben hin ab. Um das Schloss war wohl ursprünglich ein herrschaftlicher Park angelegt. Heute haben sich Reste des ehemaligen Wassergrabens erhalten.

#### Privathäuser und Kleindenkmäler

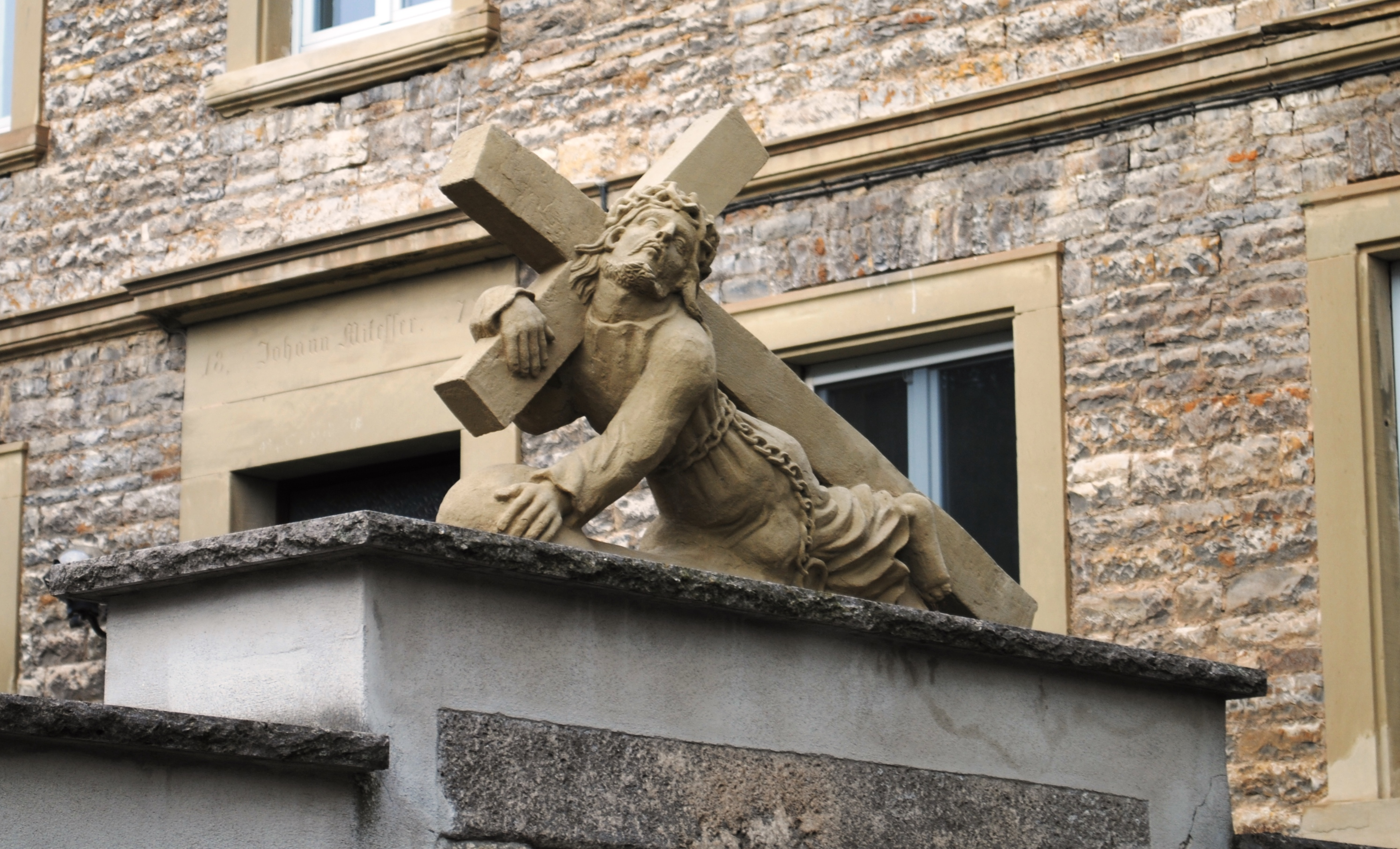
Der Kreuzschlepper auf einer Hofmauer in der Ritterstraße

In Bibergau haben sich nur noch wenige Baudenkmäler erhalten. Das einzige geschützte Privathaus steht in der Ritterstraße 17. Es handelt sich um ein zweigeschossiges Bauernhaus des ausgehenden 18. Jahrhunderts. Das Haus wurde in Massivbauweise errichtet, lediglich der Giebel entstand als Fachwerkbau. Das Haus schließt mit einem Krüppelwalm ab und wurde giebelständig in Richtung der Ritterstraße errichtet. In der Ritterstraße 21 steht außerdem ein typisch fränkischer Hoftorpfosten aus Sandstein. Er entstand im 19. Jahrhundert.
Das Dorf und seine Gemarkung werden von vielen Kleindenkmälern geprägt. Besonders häufig entstanden in der Vergangenheit Bildstöcke als Zeichen der Volksfrömmigkeit, als Wegmarken und Mahnmale. Bereits auf das Jahr 1693 datiert ein Sandsteinrelief in der Hofmauer der Effeldorfer Straße 2. Im Ortszentrum steht außerdem eine kleine Kapellennische mit der Darstellung der Marien-Krönung und der Vierzehn Nothelfer. Auf einer Hofmauer in der Ritterstraße hat sich ein Kreuzschlepper aus dem 18. Jahrhundert erhalten.
Besonders viele Objekte stehen aus dem 19. Jahrhundert um Bibergau. Auf 1836 bzw. 1872 datieren zwei Bildhäuschen am Dettelbacher Weg, die wohl mit der Wallfahrt in die Nachbarstadt zusammenhängen. Sie zeigen die Heilige Familie und die Vierzehn Nothelfer. Ein Bildstock von 1893 steht an der Ecke Ritterstraße/Katharinenberg im Ortskern. Er zeigt in seinem Aufsatz die Ölberg-Szene. Ein Jahr später, 1894, entstand außerdem das Kruzifix am Schernauer Weg.

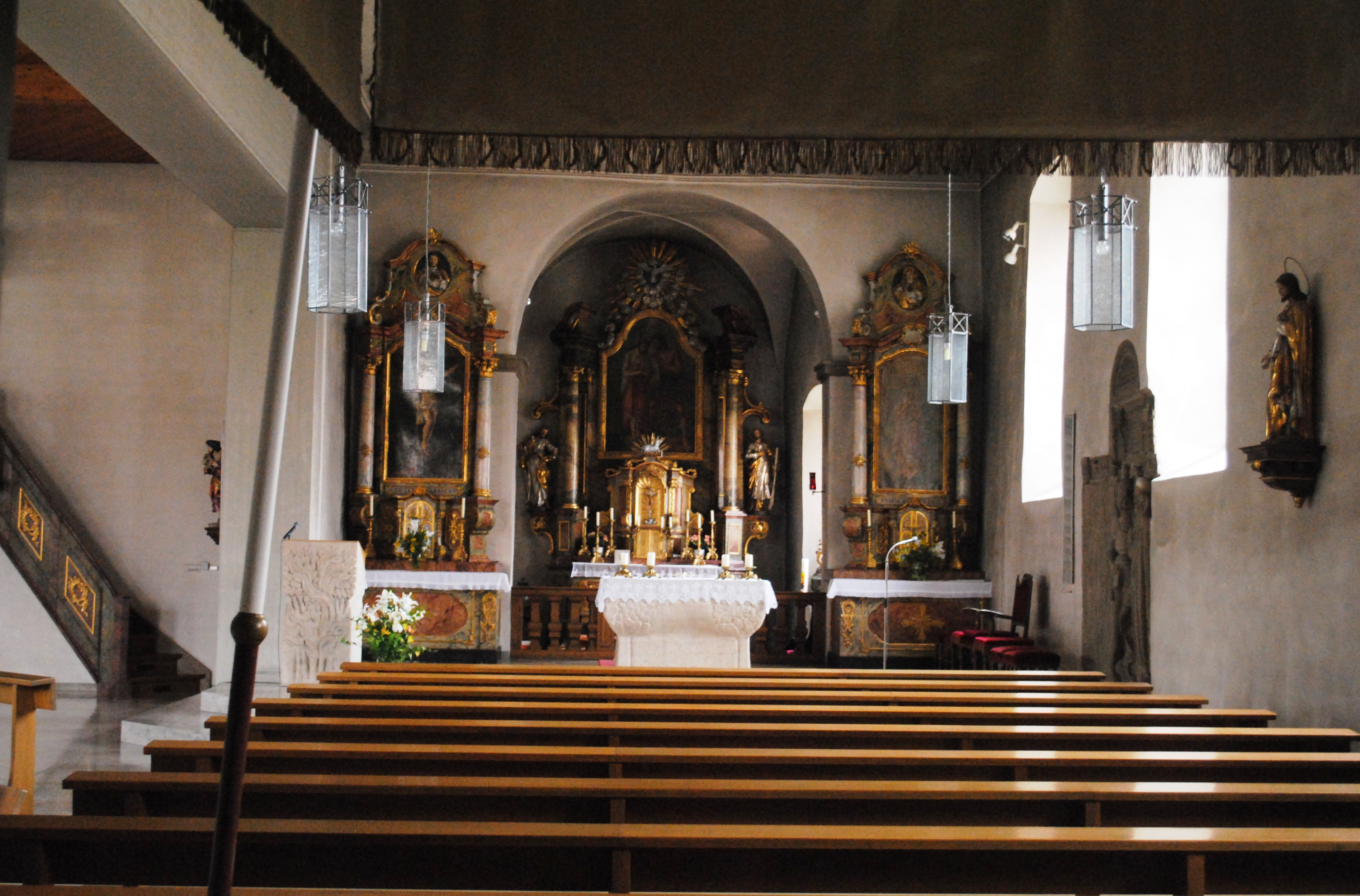
Der Innenraum der Pfarrkirche
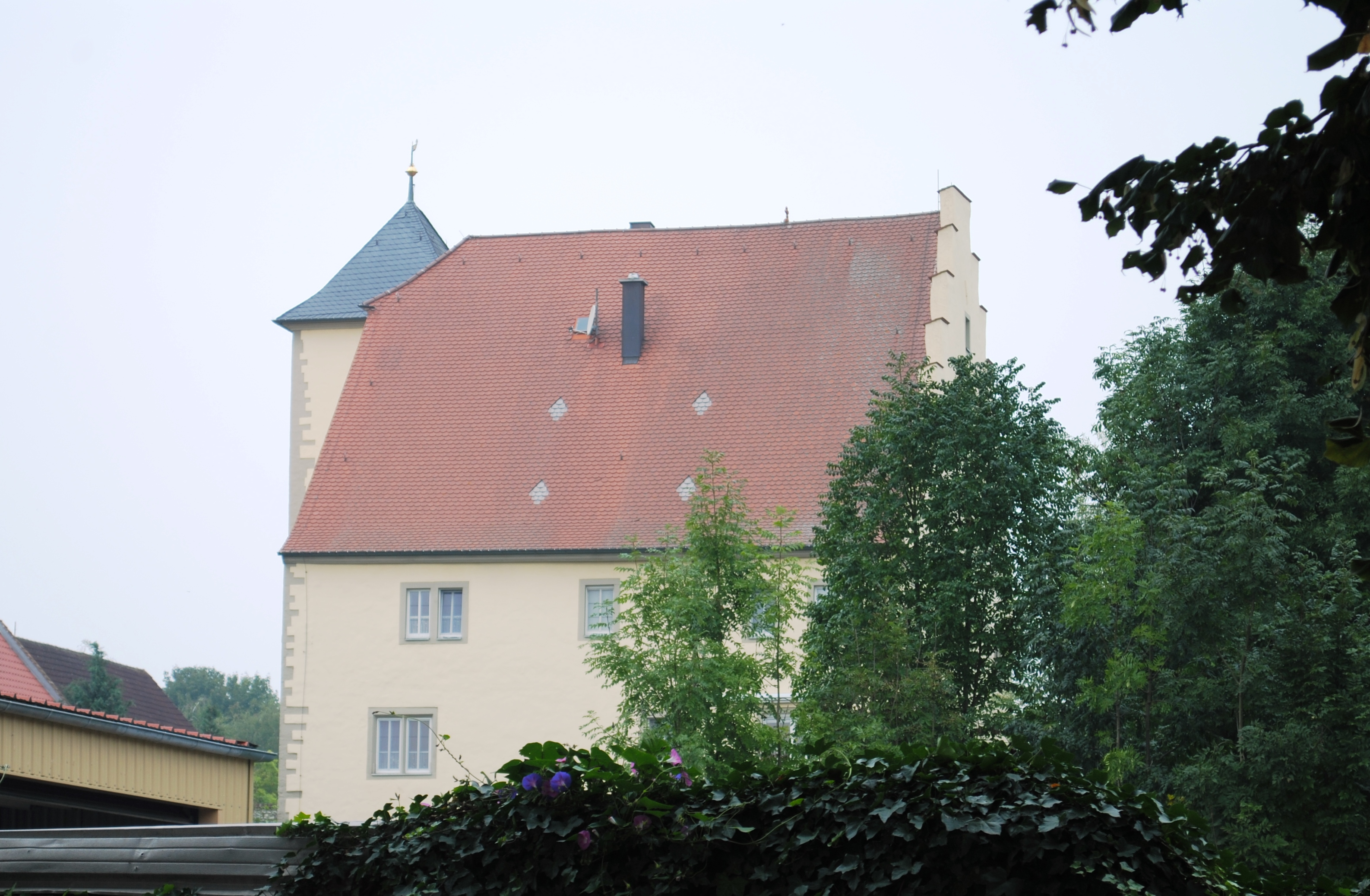
Das Schloss in Bibergau
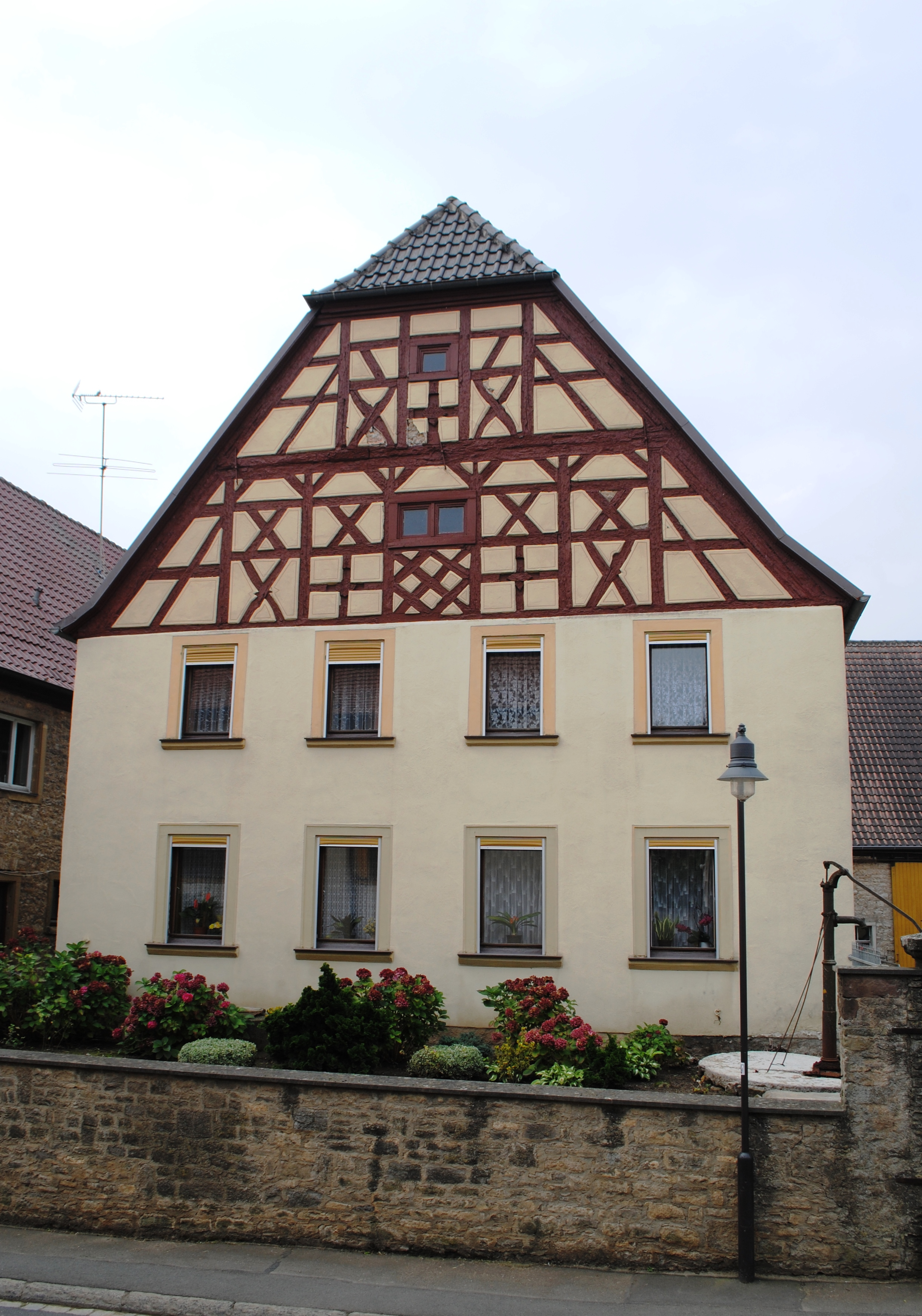
Das Bauernhaus in der Ritterstraße
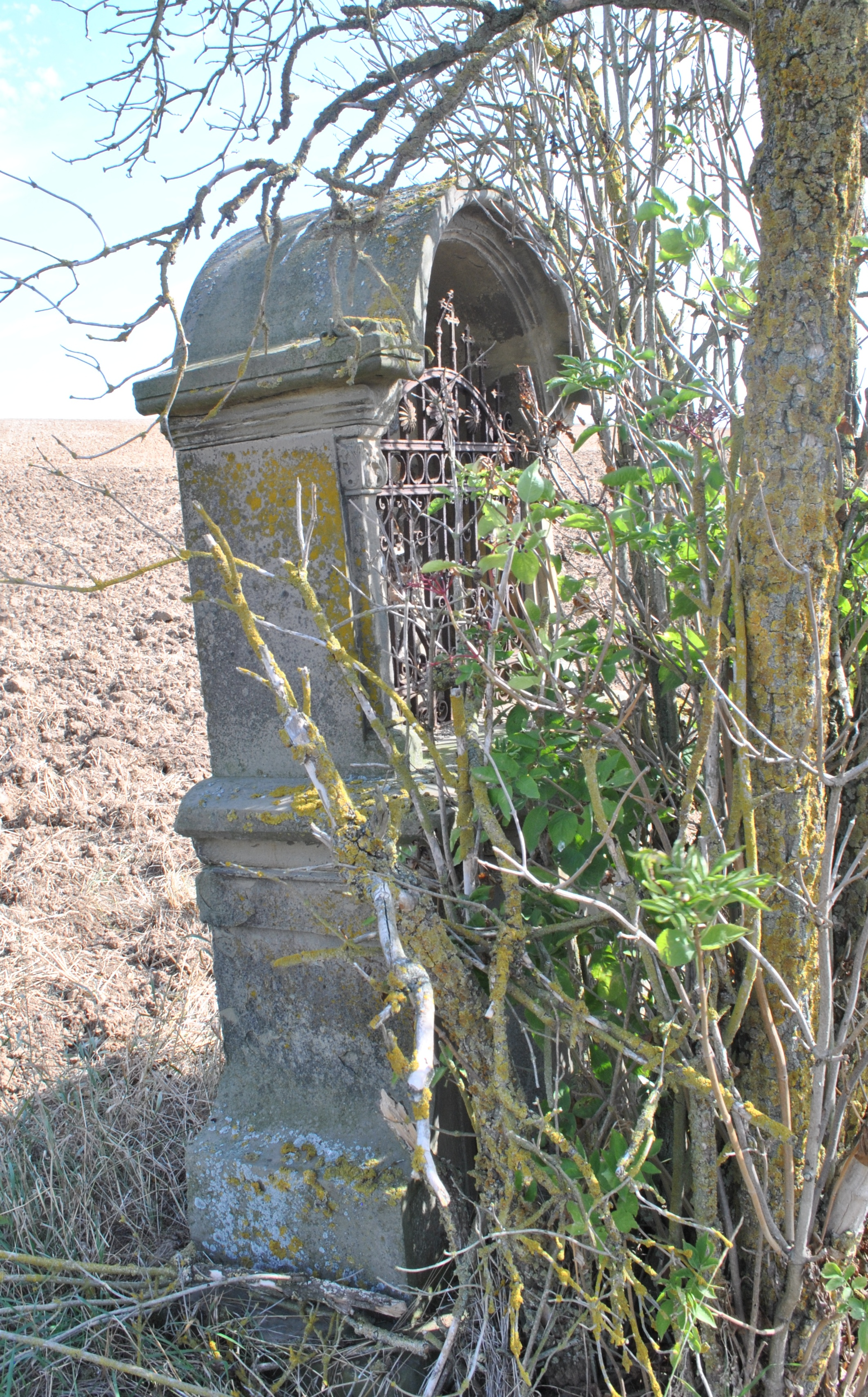
Bildhäuschen von 1872 am Dettelbacher Weg

### Andere sehenswerte Gebäude
Die Dorfmühle von Bibergau war bereits im 19. Jahrhundert stillgelegt worden, weil der vom Bibergauer Mühlbach abgeleitete Bach, an dem sie lag, immer wieder mit Wassermangel zu kämpfen hatte. Die Dorfmühle lag lange Zeit außerhalb des Ortes am Dettelbacher Weg, nordöstlich der Pfarrkirche. Eigentlich war die Mühle für das Mahlgut der Orte Biebelried, Bibergau und Effeldorf zuständig. Bereits 1827 wurde in einer Steuerkartei die geringe Leistungsfähigkeit der Mühle deutlich, weil der Müller lediglich 5 Gulden zu zahlen hatte. → siehe auch: Liste der Mühlen am Dettelbach, am Bibergauer Mühlbach und am Schernauer Bach
Das Mosaikhaus wurde im Jahr 2000 erbaut. Seitdem verwandelt es die Grundschullehrerin und Künstlerin Anne Sauer in ein Gesamtkunstwerk aus Mosaiken. Die Front des Hauses ist mit großflächigen Blumenmosaiken verziert, auch an den Seiten sowie der Rückwand befinden sich viele verschiedene Blumenmotive. Ebenso wurde die Garage und der sich anschließende Außensitzplatz des Einfamilienhauses großflächig mit Mosaiken – hier in Regenbogenfarben – gestaltet. Im Hausinneren sind alle Räume mit mindestens einem Mosaik beklebt und die Räume in verschiedene Farbthemen aufgeteilt. Besuche sind zu Veranstaltungen wie "Tag der offenen Gartentür" und auf vorherige Anfrage möglich.

### Regelmäßige Veranstaltungen
- Bergfest: Das traditionelle Bergfest ist der Höhepunkt in Bibergau. Jedes Jahr am letzten Wochenende der Sommerferien veranstaltet der Bibergauer Musikverein (Die Bibergauer) dieses zweitägige Fest mit Live-Musik in der Festhalle. Das Bergfest findet großen Anlauf in der Region.
- Sportfest: Der VfR Bibergau lädt jedes Jahr zum Sportfest ein.
- Weitere Veranstaltungen:
  - Die Freiwillige Feuerwehr Bibergau trägt mit jährlich zwei Festen zum Dorfleben bei, dies sind: am 1. Mai das Aufstellen des Maibaums, neuerdings im September das Kesselfleischessen.
  - In der Muckengasse findet jährlich das „Muckengassen-Fest“ statt. Am 30. April wird in der Muckengasse ein eigener Maibaum aufgestellt.
  - An Ostern gibt es einen geschmückten Osterbrunnen mit hunderten von selbstbemalten Eiern.

## Wirtschaft und Infrastruktur

### Wirtschaft
Das Dorf profitiert heute von seiner Lage zwischen Kitzingen und Würzburg, die Bewohner pendeln in die Industrie- und Dienstleistungsbetriebe in den größeren Städten. Nach wie vor spielt daneben die Landwirtschaft eine bedeutende Rolle. Allerdings verlor der Ackerbau seit dem Zweiten Weltkrieg an Flächen. So waren 1953 noch 96 % der Gemarkung ackerbaulich genutzt. Erste Ansätze zu einer Industrialisierung setzten in Bibergau nach dem Ersten Weltkrieg ein. Das Baugeschäft Steinmüller senkte die Arbeitslosigkeit vor Ort in den 1920er bis 1960er Jahren.
Historisch spielt der Weinbau für die Bewohner eine große Rolle. So bestanden 1895 noch 6 Hektar, die mit Reben bestockt waren. Heute wird in Bibergau nur noch sehr wenig Weinbau betrieben. Der Wein wird unter dem Namen der Einzellage Dettelbacher Honigberg vermarktet. Lediglich ein Weingut ist im Dorf ansässig. Besondere kulturelle Bedeutung haben auch die Bibergauer Steinbrüche, die heute jedoch nicht mehr ausgebeutet werden. Nächste Einzelhandelsgeschäfte sind im Unterzentrum Dettelbach zu finden.

### Verkehr
Bibergau liegt heute abseits der bedeutenden Verkehrswege, allerdings grenzt die Bundesautobahn 3 (Europastraße 45) mit dem Autobahnkreuz Biebelried an die Gemarkung des Gemeindeteils. Südlich der bebauten Fläche verläuft die Staatsstraße 2450 zwischen dem Mainfrankenpark und Dettelbach auf einer kurzen Strecke durch Bibergauer Gebiet. Von ihr zweigt die für den Ort bedeutsame Kreisstraße 28 ab. Sie verläuft als Ritterstraße durch Bibergau und durchquert das Dorf von Südwesten nach Nordosten in Richtung Euerfeld.
Die Straße nach Effeldorf, die bereits auf eine historische Ortsverbindung zurückgeht, wird heute wie eine Innerortsstraße genutzt. An ihr, in Bibergau Effeldorfer Straße genannt, liegt auch die Verbandschule. Von historischer Bedeutung ist auch die Verlängerung der im Nordosten des Ortskerns gelegenen Lindenstraße. Sie bildet die Ortsverbindung in den Hauptort Dettelbach. Nur noch wenige Überreste erinnern an den ehemaligen Haltepunkt Bibergau an der Bahnstrecke Dettelbach Bahnhof–Dettelbach Stadt, der 1899 errichtet wurde und von 1900 bis 1960 genutzt wurde.

### Vereine und Verbände
In Bibergau bestehen heute nur noch sehr wenige Vereine. Der Teilort ist in den Strukturen der Gemeinde weitgehend aufgegangen. Bedeutender Treffpunkt für die Dorfbevölkerung ist die am 1. September 1874 gegründete Freiwillige Feuerwehr, die in einem Feuerwehrverein organisiert ist. Zwischen 1933 und 1946 wurde die Feuerwehr von den Nationalsozialisten aufgelöst und zu einem Teil der politischen Polizei umgewandelt. Heute besitzt die Freiwillige Feuerwehr Bibergau ein Löschgruppenfahrzeug (LF 10). Amtierender Kommandant ist Wolfgang Schmiedel.
Im Jahr 1946 wurde außerdem ein Kindergartenverein ins Leben gerufen, der den Aufbau der Kleinkinderbetreuung begleiten sollte. Ein Jahr später entstand der VfR (Verein für Rasensport) Bibergau. Der Sportverein geht bereits auf einen Vorgänger aus dem Jahr 1919 zurück, der unter dem Namen 1. FC Bibergau ins Leben gerufen wurde. Bereits 1972 entstand eine Frauen-Fußballmannschaft im Verein. 1976 gründete sich außerdem eine Handballabteilung. 1983/1984 entstand der heutige Sportplatz im östlichen Ortszentrum.
Jüngster, bestehender Verein ist der Musikverein Bibergau von 1985. Er ging aus der bereits zuvor bestehenden Dorfkapelle zurück. Aufgelöst sind dagegen der Verein der Katholischen Landjugendbewegung im Dorf, der Reiterverein und der Heimkehrer-Ortsverband Bibergau. Der Spar- und Darlehenskassenverein, der bereits 1918 ins Leben gerufen wurde, verlor mit der Verschmelzung der Raiffeisenbank Bibergau mit ihrem Pendant in Effeldorf 1965 und dem endgültigen Zusammenschluss mit der Raiffeisen-Volksbank Dettelbach 1969 seine Existenzberechtigung.

### Bildung

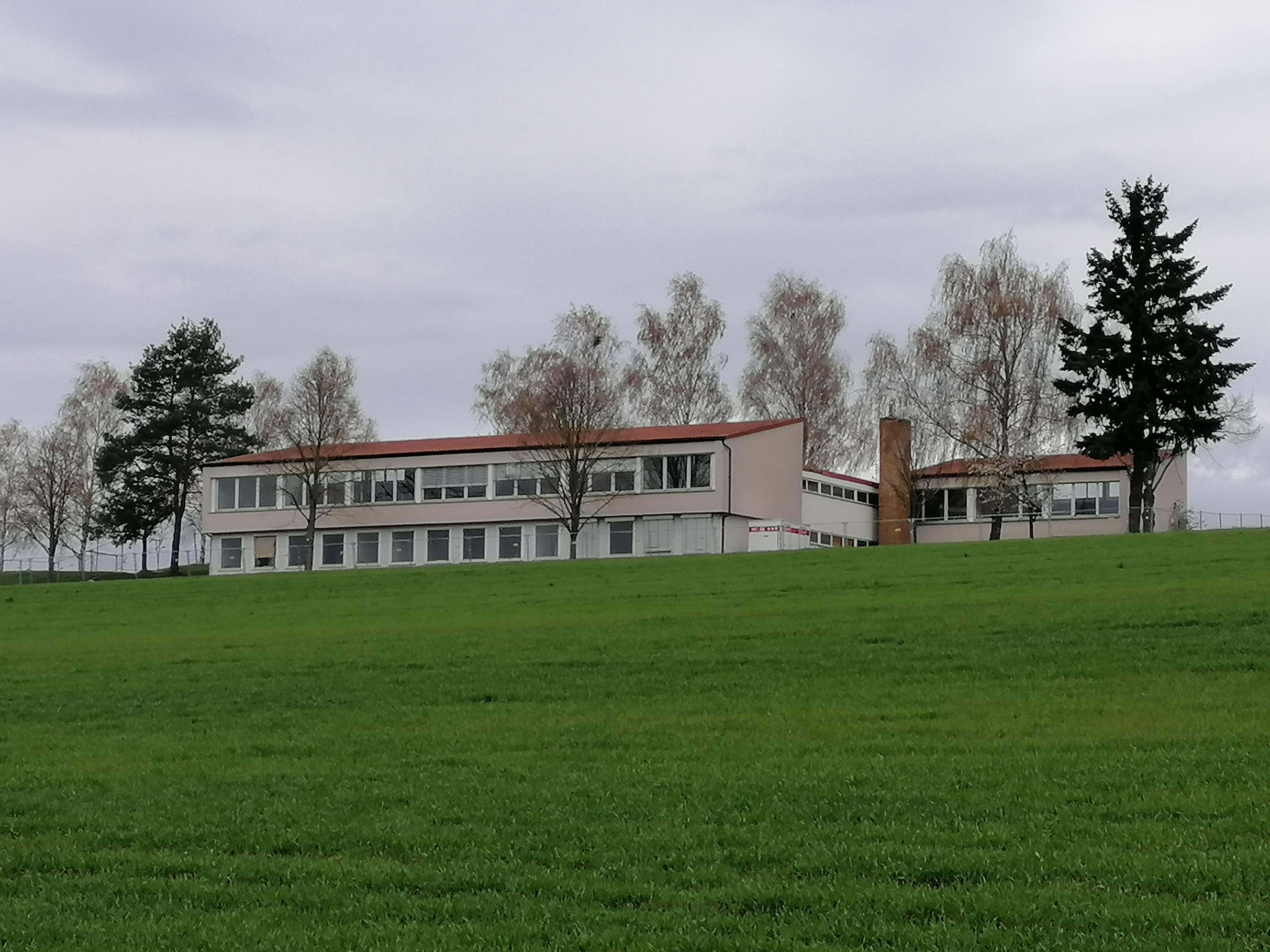
Die ehemalige Verbandsschule Bibergau-Effeldorf auf halber Strecke zwischen beiden Dörfern

In Bibergau bestand bereits in der Frühen Neuzeit ein Schulhaus. Es ist ungeklärt, ob die Schule um 1700 zunächst im Rathaus untergebracht war. Der Schulmeister war lange Zeit im Gemeindedienst beschäftigt. Im Jahr 1890 erhielt das Dorf ein neues Schulhaus in der Ritterstraße. Die enge Verbindung zur Kirche wurde beim Neubau deutlich, weil die Baulast des neuen Schulhauses bei der katholischen Kirchenstiftung lag. 1914 ist eine Fortbildungsschule in den Räumlichkeiten nachzuweisen, die in den Sommermonaten angesetzt war.
Erst nach dem Zweiten Weltkrieg stieg die Schülerzahl insbesondere durch Zuzüge von Vertriebenen stark an. 1954 wurde ein Raum im Rathaus in ein Klassenzimmer umgewandelt. Bereits in den 1960er Jahren hatte die Schule wieder ihre Kapazitätsgrenze erreicht. Der Landkreis schlug den beiden Gemeinden Bibergau und Effeldorf daraufhin die Gründung einer Verbandschule vor, die 1963 als erster Schulverband im Landkreis eingerichtet wurde. Vor 1984 wurde die Schule aufgelöst. Seitdem besuchen die Kinder die Volksschule im Hauptort Dettelbach.
In Bibergau besteht heute ein Kindergarten für die frühkindliche Erziehung. Er wurde 1946 gegründet und geht ebenfalls auf den starken Einwohnerzuwachs nach dem Zweiten Weltkrieg zurück. Kinder aus Bibergau und Effeldorf werden in der Bildungseinrichtung aufgenommen. Bibergau gehört heute zum Sprengel der Rudolf-von-Scherenberg-Grundschule in Dettelbach. Ebenso wurde der Ort dem Mittelschulsprengel Dettelbach als Teil des Schulverbandes Dettelbach-Volkach zugeordnet, die Schüler werden derzeit in Volkach unterrichtet. Weiterführende Bildung wird von der Staatlichen Realschule Dettelbach geleistet. Gymnasien sind in Volkach-Gaibach (Franken-Landschulheim Schloss Gaibach), Schwarzach (Egbert-Gymnasium Münsterschwarzach) und Kitzingen (Armin-Knab-Gymnasium) zu finden.

## Persönlichkeiten
- Joseph Gerold (1872–1958), Pfarrer in Bibergau (1932–1950); am 15. Juli 1947 zum Ehrenbürger der Gemeinde ernannt
- Norbert Eder (1955–2019), Fußball-Nationalspieler; geboren in Bibergau